# Cinnamomum travancoricum
Cinnamomum travancoricum är en lagerväxtart som beskrevs av James Sykes Gamble. Cinnamomum travancoricum ingår i släktet Cinnamomum och familjen lagerväxter. Inga underarter finns listade i Catalogue of Life.